# Femi Ogunode
Femi Seun Ogunode (Ondo City, 15 maggio 1991) è un velocista nigeriano naturalizzato qatariota.

## Progressione

### 100 metri piani
| Stagione | Tempo | Luogo          | Data      | Rank. Mond. |
| -------- | ----- | -------------- | --------- | ----------- |
| 2021     | 10"00 | Doha           | 28-5-2021 |             |
| 2019     | 10"25 | Cluj-Napoca    | 7-6-2019  |             |
| 2017     | 10"13 | Doha           | 25-4-2017 |             |
| 2016     | 9"91  | Gainesville    | 22-4-2016 | 3º          |
| 2015     | 9"91  | Wuhan          | 4-6-2015  | 9º          |
| 2014     | 9"93  | Incheon        | 28-9-2014 | 5º          |
| 2011     | 10"07 | Rio de Janeiro | 21-7-2011 | 31º         |
| 2010     | 10"25 | Aleppo         | 18-9-2010 | 90º         |

### 200 metri piani
| Stagione | Tempo | Luogo     | Data       | Rank. Mond. |
| -------- | ----- | --------- | ---------- | ----------- |
| 2021     | 20"16 | Doha      | 29-6-2021  |             |
| 2019     | 20"33 | Monachil  | 17-8-2019  |             |
| 2017     | 20"77 | Doha      | 26-4-2017  |             |
| 2016     | 20"10 | Doha      | 6-5-2016   | 12º         |
| 2015     | 19"97 | Bruxelles | 11-9-2015  | 10º         |
| 2014     | 20"06 | Sofia     | 28-6-2014  | 9º          |
| 2011     | 20"30 | Doha      | 6-5-2011   | 21º         |
| 2010     | 20"43 | Canton    | 25-11-2010 | 32º         |

### 400 metri piani
| Stagione | Tempo | Luogo  | Data       | Rank. Mond. |
| -------- | ----- | ------ | ---------- | ----------- |
| 2021     | 48"39 | Doha   | 29-12-2021 |             |
| 2019     | 46"33 | Liegi  | 17-7-2019  |             |
| 2011     | 45"41 | Taegu  | 29-8-2011  | 37º         |
| 2010     | 45"12 | Canton | 22-11-2010 | 26º         |
| 2008     | 46"58 | Abuja  | 3-7-2008   |             |

## Palmarès

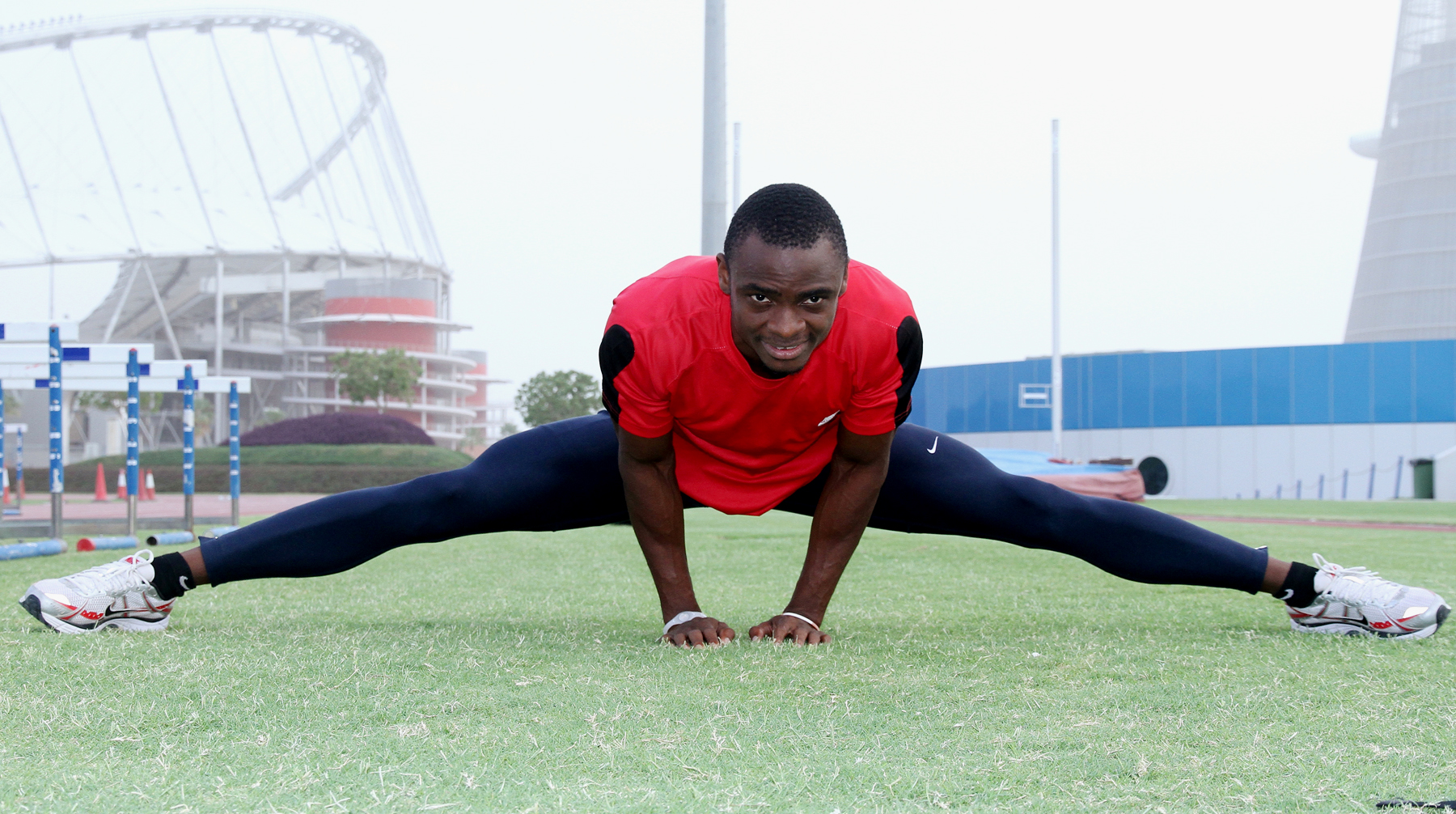
Femi Ogunode nel 2011

| Anno                        | Manifestazione      | Sede           | Evento      | Risultato  | Prestazione | Note                                     |
| --------------------------- | ------------------- | -------------- | ----------- | ---------- | ----------- | ---------------------------------------- |
| In rappresentanza del Qatar |                     |                |             |            |             |                                          |
| 2010                        | Giochi asiatici     | Canton         | 200 m piani | Oro        | 20"43       |                                          |
| 2010                        | Giochi asiatici     | Canton         | 400 m piani | Oro        | 45"12       | Miglior prestazione personale            |
| 2011                        | Campionati asiatici | Kōbe           | 200 m piani | Oro        | 20"41       | Record dei campionati                    |
| 2011                        | Mondiali            | Taegu          | 200 m piani | Semifinale | 20"58       |                                          |
| 2011                        | Mondiali            | Taegu          | 400 m piani | 8º         | 45"55       |                                          |
| 2014                        | Asiatici indoor     | Hangzhou       | 60 m piani  | Argento    | 6"62        |                                          |
| 2014                        | Mondiali indoor     | Sopot          | 60 m piani  | Bronzo     | 6"52        |                                          |
| 2014                        | Giochi asiatici     | Incheon        | 100 m piani | Oro        | 9"93        | Record asiatico                          |
| 2014                        | Giochi asiatici     | Incheon        | 200 m piani | Oro        | 20"14       | Record dei Giochi                        |
| 2015                        | Campionati asiatici | Wuhan          | 100 m piani | Oro        | 9"91        | Record asiatico                          |
| 2015                        | Campionati asiatici | Wuhan          | 200 m piani | Oro        | 20"32       |                                          |
| 2015                        | Campionati asiatici | Wuhan          | 4×400 m     | Oro        | 3'02"50     | Record dei campionati                    |
| 2015                        | Mondiali            | Pechino        | 100 m piani | Semifinale | 10"00       |                                          |
| 2015                        | Mondiali            | Pechino        | 200 m piani | 7º         | 20"27       |                                          |
| 2016                        | Giochi olimpici     | Rio de Janeiro | 100 m piani | Batteria   | 10"28       |                                          |
| 2016                        | Giochi olimpici     | Rio de Janeiro | 200 m piani | Batteria   | 20"36       |                                          |
| 2017                        | Campionati asiatici | Bhubaneswar    | 100 m piani | Argento    | 10"26       |                                          |
| 2017                        | Campionati asiatici | Bhubaneswar    | 200 m piani | Bronzo     | 20"79       |                                          |
| 2019                        | Campionati asiatici | Doha           | 200 m piani | Finale     | dnf         |                                          |
| 2021                        | Giochi olimpici     | Tokyo          | 100 m piani | Semifinale | 10"17       |                                          |
| 2021                        | Giochi olimpici     | Tokyo          | 200 m piani | Semifinale | 20"34       |                                          |
| 2022                        | Mondiali indoor     | Belgrado       | 60 m piani  | Semifinale | 6"60        |                                          |
| 2022                        | Mondiali            | Eugene         | 100 m piani | Batteria   | 10"52       | Miglior prestazione personale stagionale |
| 2023                        | Asiatici indoor     | Astana         | 60 m piani  | 4º         | 6"67        |                                          |
| 2023                        | Asiatici indoor     | Astana         | 4x400 m     | Argento    | 3'09"26     |                                          |
| 2023                        | Campionati asiatici | Bangkok        | 100 m piani | 4º         | 10"25       |                                          |
| 2023                        | Campionati asiatici | Bangkok        | 200 m piani | 8º         | 29"03       |                                          |
| 2023                        | Giochi asiatici     | Hangzhou       | 100 m piani | Semifinale | 10"40       |                                          |
| 2023                        | Giochi asiatici     | Hangzhou       | 200 m piani | 4º         | 20"75       |                                          |

## Altre competizioni internazionali
2014
- Bronzo in Coppa continentale ( Marrakech), 100 m piani - 10"04
- Bronzo in Coppa continentale ( Marrakech), 200 m piani - 20"17